# Elsa von Reichenstein

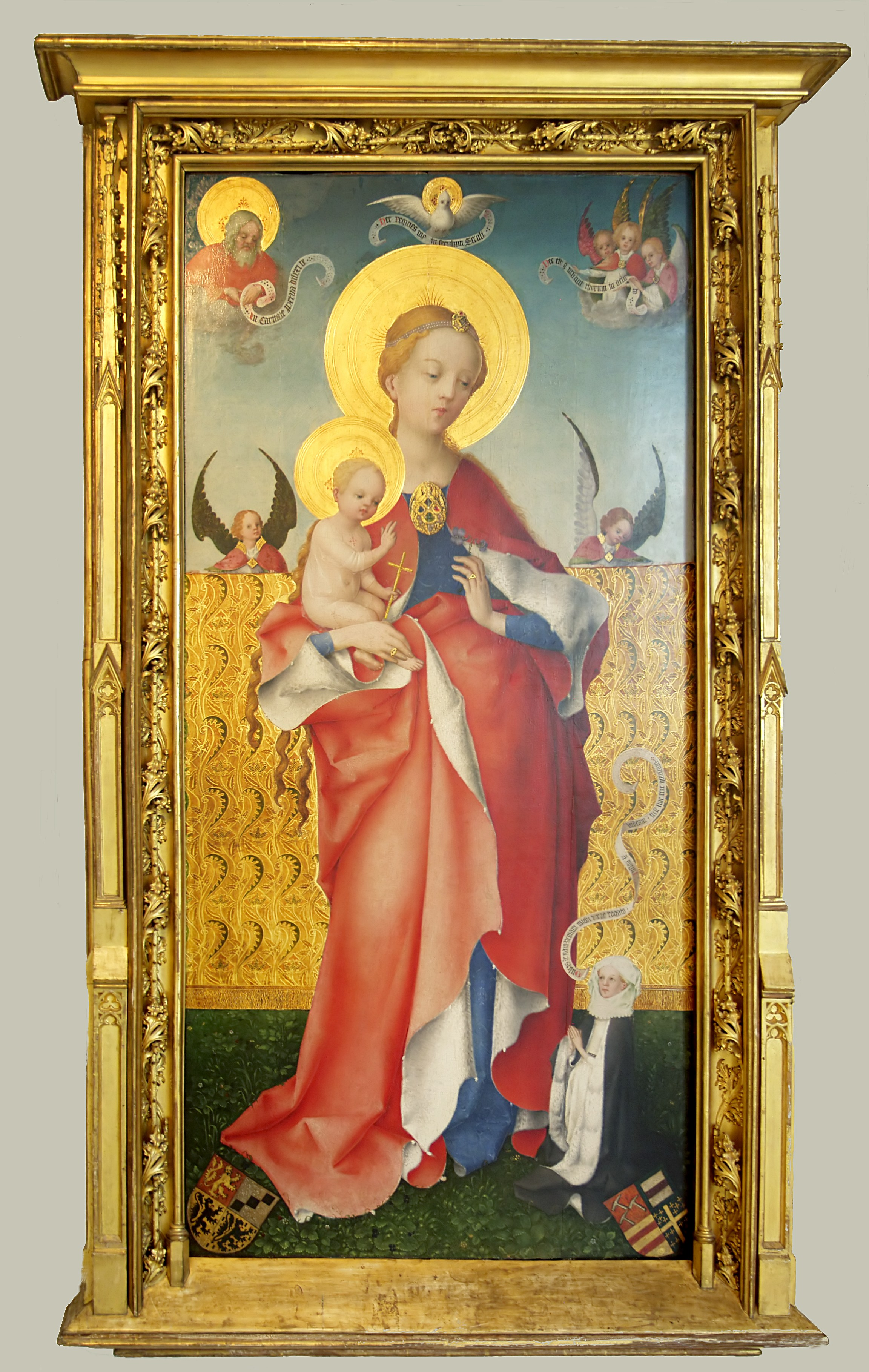
Elsa von Reichenstein als Äbtissin rechts unten

Elisabeth von Reichenstein (* 1408 auf Burg Reichenstein bei Puderbach; † um 1485) war eine katholische Äbtissin im Kölner Cäcilienstift.
Sie war die Tochter von Wilhelm von Reichenstein und der Irmgard von Hammerstein. Schon in frühester Jugend wurde sie dem Cäcilienstift in Köln anvertraut, in dem adlige Frauen wohnten. 1427 nahm sie als Novizin den Schleier, und am 3. Juli 1443 segnete und vereidigte man sie dort als Äbtissin. Das Stift war zu der Zeit schon weltlich, und außer der Äbtissin musste niemand Gelübde ablegen. Daher konnten die anderen Stiftsdamen das Stift auch jederzeit verlassen und heiraten.
1474 während der Burgunderkriege wurde Elsa von Reichenstein, die mit nur wenigen Novizinnen noch im Stift lebte, vom Kölner Senat mitgeteilt, dass sie die obdachlosen Augustinerinnen aufnehmen müsse. Deren Kloster in Köln sollte abgerissen werden, da es die Verteidigung der Stadt erschwere und dem Feind als Stützpunkt hätte dienen können. Elsa protestierte dagegen heftig und verbarrikadierte sich mit den verbliebenen Stiftsdamen im Kloster und der Klosterkirche. Am 21. August 1474 wurden die Türen gewaltsam von kaiserlichen Truppen unter Kaiser Friedrich und dem päpstlichen Legaten Alexander von Forli aufgebrochen. Unter deren Schutz zogen die Augustinerinnen ins vorher weltliche Cäcilienstift ein. Elsa von Reichenstein führte in den folgenden Jahren gegen die Unterdrückung des Stifts einen Prozess in Rom, der 1479 damit endete, dass sie sich der Umwandlung des Cäcilienstifts in ein reguläres Augustinerinnenkloster beugen musste.
Im Kolumba, dem Kunstmuseum des Erzbistums Köln, ist Elsa von Reichenstein auf dem von Stefan Lochner gemalten Kunstwerk Madonna mit dem Veilchen kniend rechts unten als Stifterin zu sehen. Das Bild hatte sie selbst in Auftrag gegeben. Es fehlt ihr Abtsstab darauf. Das Gemälde wurde im 19. Jahrhundert im Keller des Kölner Priesterseminars gefunden. Es war stark übermalt. Zuvor hing es wohl in St. Cäcilien oder in der Nachbarkirche St. Peter. Bestattet wurde Elisabeth in der Grablege der Äbtissinnen in St. Peter. Dieser Kirche vermachte sie auch ihren Besitz. Nach Umbauten und Bomben des Zweiten Weltkrieges ist leider von den Gräbern hier nichts mehr erhalten.